# Mildred Trotter

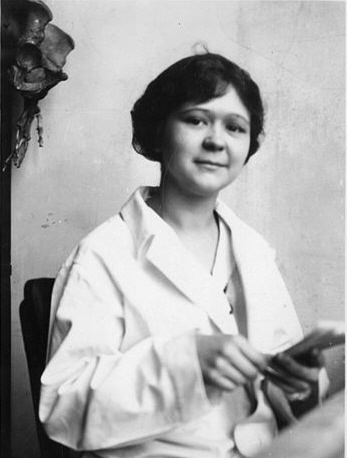
Mildred Trotter

Mildred Trotter (* 3. Februar 1899 in Monaca; † 23. August 1991 in St. Louis) war eine US-amerikanische Anthropologin.

## Leben
Trotter studierte Zoologie und Physiologie am Mount Holyoke College und schloss ihr Studium 1920 mit einem Bachelor of Arts ab.  Anschließend arbeitete sie als Wissenschaftlerin in der Anatomie der School of Medicine an der Washington University in St. Louis. 1921 erlangte sie den Master-Abschluss, wurde 1924 in Anatomie promoviert und arbeitete dann als Dozentin für Anatomie.  1925/26 konnte sie mit einem National Research Council Fellowship in physischer Anthropologie bei Arthur Thomson an der Oxford University arbeiten. Ergebnis dieser Zeit war die Abhandlung The Moveable Segments of the Vertebral Column in Old Egyptians.
Noch 1926 kehrte sie an die Washington University School of Medicine zurück und wurde wissenschaftliche Mitarbeiterin von Robert J. Terry. Vier Jahre später wurde sie außerordentliche Professorin. Erst 1946 wurde sie Ordinaria auf dem Lehrstuhl für Makroskopische Anatomie und war damit die erste Frau an der Washington University in dieser Position.
1948 arbeitete Trotter 14 Monate für den Graves Registration Service der US-Armee am Central Identification Laboratory auf Hawaii und führte dort Identifizierungen gefallener Soldaten durch. 1951 half sie der U.S. Army erneut drei Monate auf den Philippinen.
Mit Goldine C. Gleser entwickelte Trotter 1952 eine Formel zur Berechnung der menschlichen Körpergröße anhand von Röhrenknochen. Diese Formel wird bis heute genutzt.
1958 wurde Trotter Professorin für Anatomie und hielt diese Position bis zu ihrer Emeritierung im Jahr 1967. Noch bis 1984 war sie weiterhin lehrend und forschend tätig. Zwischen 1926 und 1967 hatte sie rund 4.000 Studierende ausgebildet, darunter auch die Nobelpreisträger Earl Wilbur Sutherland und Daniel Nathans.
Trotter war Gründungsmitglied der American Association of Physical Anthropologists und von 1955 bis 1957 deren Präsidentin. Außerdem war sie von 1957 bis 1967 Vorsitzende des Missouri State Anatomical Board und von 1941 bis 1948 und von 1949 bis 1967 Präsidentin des St. Louis Anatomical Board.

## Ehrungen
Trotter erhielt den Ehrendoktor des Western College for Women im Jahr 1956, des Mt. Holyoke College 1960 und der Washington University im Jahr 1980. 1956 erhielt sie die Viking Fund Medal für Physische Anthropologie der Wenner-Gren Foundation for Anthropological Research.
Die American Association of Physical Anthropologists verleiht jährlich den Mildred Trotter Prize für herausragende studentische Arbeiten im Bereich der physischen Anthropologie.

## Schriften (Auswahl)
- mit O. H. Duggins: Hairs. In: V.M. Emmel & E.V. Cowdty (Hrsg.): Laboratory techniques in biology and medicine. Williams & Wilkins, Baltimore 1964, S. 195–196.
- mit G. C. Gleser: The effect of ageing on stature. In: American Journal of Physical Anthropology. 9, 1951, S. 311–324.
- mit G. C. Gleser: Estimation of stature from long bones of American Whites and Negroes. In: American Journal of Physical Anthropology. 10, 1952, S. 463–514.
- mit R. R. Peterson: Ash weight of human skeletons in percent of the dry, fat-free weight. In: Anatomical Record. 123, 1955, S. 341–368.
- mit T. D. Stewart: Role of physical anthropology in the field of human identification. In: Science. 122, 1955, S. 883–884.
- mit B. B. Hixon und B. J  MacDonald: Development and size of the teeth of Macaca mulatta. In: American Journal of Anatomy. 150, 1977, S. 109–127.
- mit R. R. Peterson: Weight of the skeleton during postnatal development. In: American Journal of Physical Anthropology. 33, 1970, S. 313–323.